# Muhammad ibn Ja'far
Muḥammad ibn Jaʿfar (in arabo محمد بن جعفر‎?; Abissinia, 613 - 615 – Siffin, 657) è stato un Sahaba.
Nato in Abissinia, dove suo padre Jaʿfar b. Abī Ṭālib - fratello di ʿAlī e nipote di Abū Ṭālib e di Fāṭima bt. Asad - aveva compiuto la Piccola Egira, sposò più tardi Umm Kulthūm bt. ʿAlī, che in precedenza (rimasta vedova del califfo ʿUmar b. al-Khaṭṭāb) era andata in sposa al fratello di Muḥammad, ʿAwn b. Jaʿfar.
Si sarebbe convertito in occasione della battaglia di Siffin, dove avrebbe trovato la morte nel combattimento contro ʿUbayd Allāh b. ʿUmar, figlio del secondo califfo e partigiano di Muʿāwiya b. Abī Sufyān. 